# Lepanus globulus
Lepanus globulus är en skalbaggsart som beskrevs av Macleay 1887. Lepanus globulus ingår i släktet Lepanus och familjen bladhorningar. Inga underarter finns listade i Catalogue of Life.